# Rosamund Musgrave
Pour les articles homonymes, voir Musgrave.
Rosamund « Posy » Musgrave, née le 28 octobre 1986 au Caire, est une fondeuse britannique. 

## Biographie
Elle démarre en Coupe du monde en novembre 2010 à Gällivare. Elle ne parvient pas à faire mieux qu'une 33e place dans un sprint en 2013. Lors des Championnats du monde, son meilleur résultat individuel est une 43e place au sprint de Falun en 2015, où elle est aussi 48e du dix kilomètres libre.
Aux Jeux olympiques d'hiver de 2014, à Sotchi, elle se classe 41e du sprint libre et 63e du dix kilomètres classique.
Son frère Andrew est aussi fondeur et a participé aux Jeux olympiques de 2014.
En mai 2015, elle annonce la fin de sa carrière sportive.

## Palmarès

### Jeux olympiques
| Épreuve / Édition | Sprint | Sprint                           | 10 km                            | 10 km     | Skiathlon 2 × 7,5 km | 30 km | Relais | Relais   |
| Épreuve / Édition | libre  | classique                        | libre                            | classique | Skiathlon 2 × 7,5 km | 30 km | Sprint | 4 × 5 km |
| JO 2014 Sotchi    | 41e    | Épreuve inexistante à cette date | Épreuve inexistante à cette date | 63e       | -                    | -     | —      | -        |

Légende :
- : pas d'épreuve
- — : Non disputée par Rosaumnd Musgrave

### Championnats du monde
| Édition \ Épreuve  | Sprint classique                 | Sprint libre                     | 10 km classique                  | 10 km libre                      | Poursuite / skiathlon 15 km | 30 km | Sprint par équipes | Relais 4 × 5 km |
| ------------------ | -------------------------------- | -------------------------------- | -------------------------------- | -------------------------------- | --------------------------- | ----- | ------------------ | --------------- |
| Oslo 2011          | Épreuve inexistante à cette date | 53e                              | 60e                              | Épreuve inexistante à cette date | 53e                         | 50e   | 16e                | -               |
| Val di Fiemme 2013 | 59e                              | Épreuve inexistante à cette date | Épreuve inexistante à cette date | 61e                              | -                           | -     | 22e                | -               |
| Falun 2015         | 43e                              | Épreuve inexistante à cette date | Épreuve inexistante à cette date | 48e                              | -                           | -     | 16e                | -               |